# القفل (أفلح الشام)

تعديل مصدري - تعديل

القفل هي إحدى قرى عزلة بني أبو هادي والعباد بمديرية أفلح الشام التابعة لمحافظة حجة، بلغ تعداد سكانها 50 نسمة حسب تعداد اليمن لعام 2004.